# 岩生香薷
岩生香薷（学名：Elsholtzia saxatilis）为唇形科香薷属下的一个种。

## 扩展阅读
- 維基物種上的相關：岩生香薷